# Geoff Twentyman
Geoff Twentyman, all'anagrafe Geoffrey Twentyman (Brampton, 19 gennaio 1930 – Southport, 16 febbraio 2004) è stato un allenatore di calcio e calciatore inglese, di ruolo difensore.

## Caratteristiche tecniche
Era un difensore centrale.

## Carriera

### Giocatore
Twentyman esordisce tra i professionisti nella stagione 1947-1948, all'età di 17 anni, con il Carlisle Utd, club della terza divisione inglese, con cui nell'arco dei successivi sei anni e mezzo totalizza complessivamente 149 presenze e 2 reti in questa categoria. Nel dicembre del 1953 viene acquistato per 10000 sterline dal Liverpool, club di prima divisione, con cui nella seconda metà della stagione 1953-1954 gioca stabilmente da titolare (disputa infatti 20 partite di campionato) restando poi in squadra con i Reds anche per le successive cinque stagioni, tutte trascorse in seconda divisione, categoria in cui in questo lustro realizza 18 reti in 150 partite giocate. Successivamente dal 1959 al 1963 gioca nella prima divisione nordirlandese con il Ballymena Utd, per poi ritirarsi nel 1964 dopo un'ultima stagione trascorsa al Carlisle United, con cui gioca altre 10 partite in terza divisione.
In carriera ha totalizzato complessivamente 329 presenze e 20 reti nei campionati della Football League.

### Allenatore
Dal 1960 al 1963 è contemporaneamente giocatore ed allenatore del Ballymena United. Dopo il ritiro trascorre la stagione 1964-1965 allenando i semiprofessionisti del Morecambe, mentre nella stagione seguente, che è anche la sua ultima da allenatore, allena per alcuni mesi l'Hartlepool Utd nella quarta divisione inglese. Ha poi lavorato come osservatore per Bill Shankly e per gli allenatori che l'hanno succeduto al Liverpool dal 1967 al 1986, anno in cui è andato in Scozia ai Rangers per ricoprire un ruolo analogo alle dipendenze di Graeme Sounes, ex giocatore del Liverpool negli anni in cui lui faceva parte dello staff del club.